# Aérodrome de Graulhet - Montdragon
L’aérodrome de Graulhet - Montdragon (code OACI : LFCQ) est un aérodrome ouvert à la circulation aérienne publique (CAP), situé à 2 km à l’est de Graulhet dans le Tarn (région Occitanie, France).
Il est utilisé pour la pratique d’activités de loisirs et de tourisme (aviation légère et vol à voile).

## Installations
L’aérodrome dispose de trois pistes orientées est-ouest :
- une piste bitumée (09R/27L) longue de 960 mètres et large de 20 ;
- une piste en herbe (09L/27R) longue de 810 mètres et large de 90, réservée aux avions basés ;
- une piste en herbe (09/27) longue de 300 mètres et large de 20, réservée aux ULM.

L’aérodrome n’est pas contrôlé. Les communications s’effectuent en auto-information sur la fréquence de 119,655 MHz.
S’y ajoutent :
- une aire de stationnement ;
- des hangars ;
- une station d’avitaillement en carburant (100LL) ;
- un restaurant[3].

## Activités

### Loisirs et tourisme
- Aéroclub de Graulhet
- Association Tarnaise de vol à voile[4]
- Association Tarnaise ULM
- Bernard ULM service
- Réplic'Air[5]

### Sociétés implantées
- Aérotec[6]
- Icarius Aerotechnics